# Halysidota pallida
Halysidota pallida là một loài bướm đêm thuộc phân họ Arctiinae, họ Erebidae.